# مكسيما أبازا
ماكسيما أبازا ميلاريس (من مواليد 1 أكتوبر 1960) رئيسة الاتحاد الوطني للنساء وناشطة وسياسية بوليفية من السكان الأصليين. ، أصبحت ناشطة ضد العنف ضد المرأة منذ ثمانينيات القرن العشرين. في عام 1994، كانت مرشحة لمنصب مستشار مدينة لاباز. أسست ماكسيما أبازا اتحاد نساء إل ألتو. وانتخبت عضواً لمجلس الشيوخ في بوليفيا، بديلاً عن السيناتور خوسيه ألبرتو غونزاليس موراليس عن كرسي الحركة إلى الاشتراكية.
في يوليو 2015، شاركت في منتدى الاستقلال الجديد (Foro Nueva Independencia)، الذي أقيم في مدينة توكومان الأرجنتينية، ضمن حلقة النقاش «مع النساء، يجب أن تقاتل: الجنس والسياسة والحركات الاجتماعية. تقاليد النضال والذاكرة السياسية والاجتماعية. تحديات جديدة للنساء» مشتركة مع أعضاء اللجنة هيبي دي بونافيني (رئيسة جمعية أمهات بلازا دي مايو)، ومع ميلاغرو سالا (ناشطة من خوخوي، وزعيمة جمعية لا توباك أمارو)، ومع بيداد قرطبة، التي يديرها الكاتبة والناشطة مارتا ديلون.
سلطت ماكسيما أبازا الضوء على طابع إنهاء الاستعمار والمنظور الجنساني في السياسات التي تنفذها الحكومة بقيادة إيفو موراليس. لكنها، في الوقت نفسه، أدركت الحاجة إلى عمل جماعي ومن الأسس لإنهاء ضد النظام الأبوي: «إذا قمنا في منزل بممارسة إنهاء الاستعمار، وتولي الرجال والنساء أدوار ووظائف المنزل، فإن ذلك يعد مساهمة في هذا منعطف تاريخي نعيشه».
مكسيما هي من المدافعين عن عمليات الإجهاض الآمن. عملت مع منظمة إيباس لسنوات لتثقيف الناس حول مشكلة الصحة العامة التي يمكن الوقاية منها المتمثلة في الإجهاض غير الآمن، والتي تميل إلى التأثير بشكل كبير على النساء الريفيات من السكان الأصليين. قبل عملها في بوليفيا، كانت عمليات الإجهاض متاحة فقط في حالات الاغتصاب. كما كانت النساء تموت نتيجة الإجهاض غير الآمن. على الرغم من استمرار وجود قيود على عمليات الإجهاض هذه، فقد ساهمت أبازا بتمكين النساء من الوصول إلى عمليات إجهاض آمنة وفعالة. النساء الحوامل اللواتي يعانين من ظروف صحية خطيرة، وقيود مالية، والقاصرات أو المراهقات هن الآن من بين أولئك القادرات على الوصول إلى عمليات إجهاض آمنة. ولأبازا موقف من إصلاح قانون العقوبات فيما يتعلق بالإجهاض وهو: «لا يمكننا أن نغض الطرف عن هذا الواقع. مع إصلاح قانون العقوبات، ستتمكن المرأة لأول مرة من اتخاذ قرار بشأن جسدها ويجب احترام هذا القرار».